# 玛莉卡·多曼斯基
玛莉卡·苏珊·多曼斯基-利福斯（Marika Susan Domanski-Lyfors，1960年5月17日—）是瑞典足球教练和前球员。 1996年9月至2005年6月期間，她担任瑞典国家女子足球队主教练，2007年又执教中国国家女子足球队。2007年11月，她又出任瑞典足球協會技术总监。